# Saint-Martin-d'Uriage
Saint-Martin-d'Uriage este o comună în departamentul Isère din sud-estul Franței. În 2009 avea o populație de 5.424 de locuitori.

## Evoluția populației
| An        | 1975  | 1982  | 1990  | 1999  | 2006  | 2009  |
| --------- | ----- | ----- | ----- | ----- | ----- | ----- |
| Populație | 1.815 | 2.527 | 3.678 | 4.794 | 5.147 | 5.424 |